# Kabinett Braun I
Das Kabinett Braun I bildete die Preußische Staatsregierung von März 1920 bis April 1921.

## Mitglieder
| Amt                  | Name             | Bild | Partei | Partei  |
| -------------------- | ---------------- | ---- | ------ | ------- |
| Ministerpräsident    | Otto Braun       |      |        | SPD     |
| Landwirtschaft       | Otto Braun       |      |        | SPD     |
| Inneres              | Carl Severing    |      |        | SPD     |
| Justiz               | Hugo am Zehnhoff |      |        | Zentrum |
| Finanzen             | Hermann Lüdemann |      |        | SPD     |
| Handel               | Otto Fischbeck   |      |        | DDP     |
| Öffentliche Arbeiten | Rudolf Oeser     |      |        | DDP     |
| Wohlfahrt            | Adam Stegerwald  |      |        | Zentrum |
| Wissenschaft         | Konrad Haenisch  |      |        | SPD     |